# First National Bank of Brewster

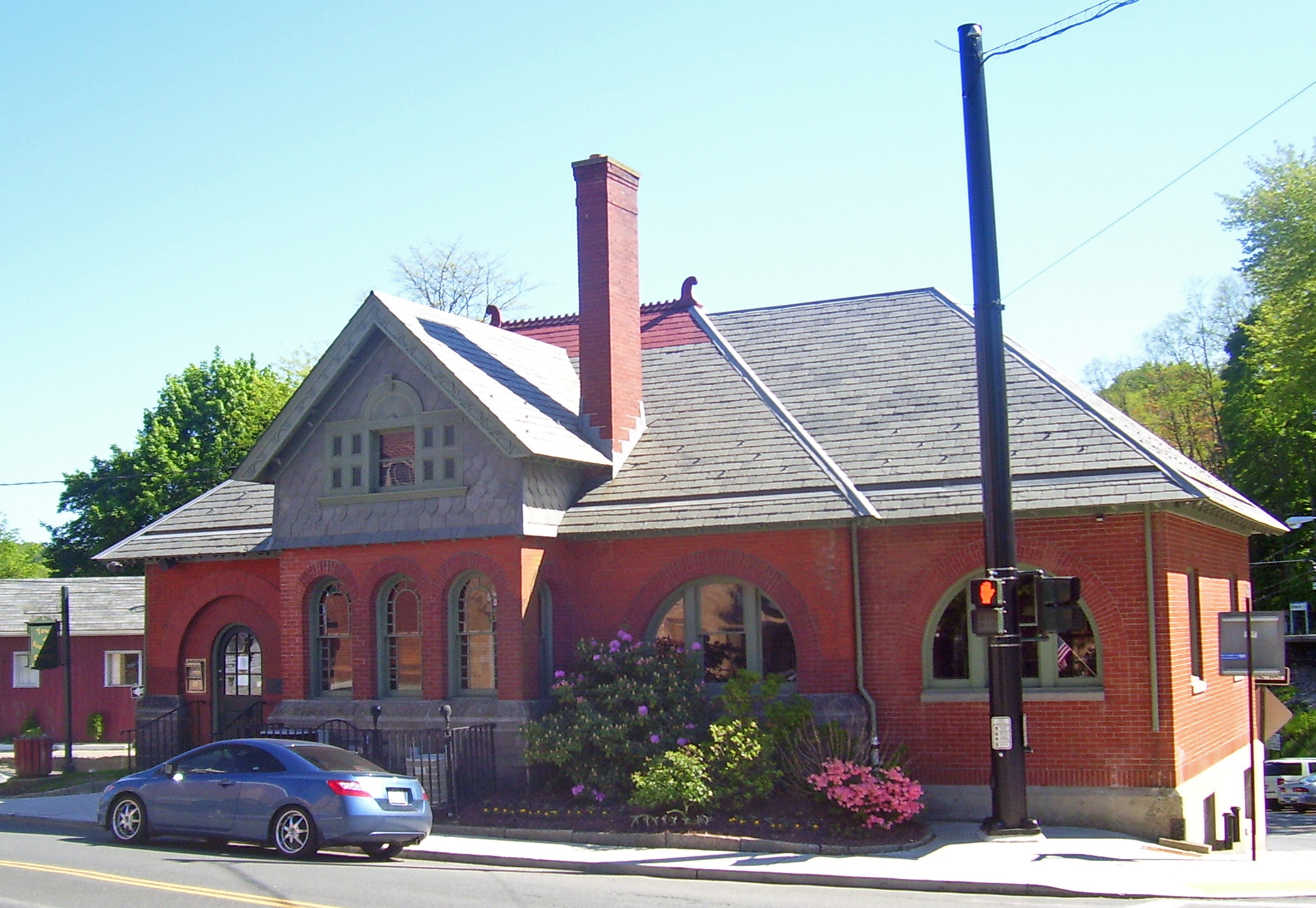
Ansicht des Gebäudes von Norden (2008)

Das Gebäude der First National Bank of Brewster, später Southeast Town Hall ist ein im Queen Anne Style erbautes Backsteingebäude an der Main Street (U.S. Highway 6) neben der Bahnstation in Brewster, New York. Es wurde 1886 erbaut und wird derzeit als Bürogebäude der Town of Southeast genutzt, zu der Brewster gehört.
Die Bank selbst wurde 1964 geschlossen. Das Gebäude wurde 1988 in das National Register of Historic Places eingetragen, weil sein Baustil völlig intakt ist und wegen seiner Bedeutung in der Geschichte der Stadt.

## Gebäude
Das rechteckige einstöckige Backsteingebäude steht auf einem Sockel aus Granit. Das Walmdach ist mit Schiefer gedeckt und verfügt über eine zierende Firstabdeckung. Die Haupt-Fensterfront besteht aus einem Mittelpfosten und Doppel-Bogenfenstern. Der Baustil berücksichtigt auch das Stilelement der gerundeten Fenster des damals ebenfalls populären Richardsonian Romanesque.
Ein kleiner Seitenflügel an der nördlichen Fassade ist mit hexagonalen Schindeln verkleidet und hat ein palladianischen Fenster an seiner Giebelseite; ein Kamin sitzt auf seinem Dach. An der gegenüberliegenden Seite im Süden befindet sich ein ähnliches Gebäudeteil mit einem Dachtürmchen, das mit einem Opaion versehen ist. Die Neigung des Grundstückes, auf dem das Gebäude steht, erlaubt einen ebenerdigen Kellereingang an dieser Seite. Ein kleiner Anbau an der Westseite ist an das ursprüngliche Bauwerk angepasst. Die Wände sind als ungestrichene Vertäfelung ausgeführt und die Decken bestehen aus ebenfalls nicht gestrichenen in Nut und Feder ausgeführten Holzlatten. Die ehemalige Schalterhalle hat eine Gewölbedecke und sechsarmige Kronleuchter aus Messing.

## Geschichte
Die First National Bank wurde 1875 gegründet, nachdem Brewster und die Umgebung nach dem Amerikanischen Bürgerkrieg ein deutliches Wachstum erfuhren. Die Bank entwickelte sich erfolgreich genug, um sich 1886 ein eigenes Gebäude leisten zu können. Die Bank wurde neben der Eisenbahnstation errichtet.
Während der Nutzung durch die Bank wurde das Gebäude nicht wesentlich verändert, wenn man von den Anbau an der westlichen Seite in den 1950er Jahren absieht. Als das Bankhaus 1964 schloss. entschied sich die Stadt Southeast, zu der Brewster gehört, schnell dazu, vom alten Verwaltungsgebäude etwas weiter unten an der Straße in dieses Gebäude umzuziehen. Der Town Supervisor und der Stadtschreiber hatten hier bis zum Bau des heutigen Rathauses an der New York State Route 22 nördlich des Villages ihren Sitz. Das Bauamt sowie einige andere Abteilungen sind immer noch hier angesiedelt.